# Fidżi na Letnich Igrzyskach Olimpijskich 1960
Fidżi na Letnich Igrzyskach Olimpijskich 1960 reprezentowało 2 mężczyzn. Obaj startowali w lekkoatletyce.
Był to drugi start reprezentacji Fidżi na letnich igrzyskach olimpijskich.

## Wyniki reprezentantów Fidżi

### Lekkoatletyka
Mężczyźni
| Zawodnik        | Konkurencja  | Kwalifikacje | Kwalifikacje | Finał                        | Finał                        |
| Zawodnik        | Konkurencja  | Wynik        | Miejsce      | Wynik                        | Miejsce                      |
| --------------- | ------------ | ------------ | ------------ | ---------------------------- | ---------------------------- |
| Mesulame Rakuro | rzut dyskiem | 47,18 m      | 32           | Odpadł z dalszej rywalizacji | Odpadł z dalszej rywalizacji |

| Zawodnik            | Konkurencja | Bieg eliminacyjny | Bieg eliminacyjny | Ćwierćfinał                  | Ćwierćfinał                  | Półfinał                     | Półfinał                     | Finał                        | Finał                        |
| Zawodnik            | Konkurencja | Wynik             | Miejsce           | Wynik                        | Miejsce                      | Wynik                        | Miejsce                      | Wynik                        | Miejsce                      |
| ------------------- | ----------- | ----------------- | ----------------- | ---------------------------- | ---------------------------- | ---------------------------- | ---------------------------- | ---------------------------- | ---------------------------- |
| Sitiveni Moceidreke | 100m        | 10.8              | 25                | 10.7                         | 19                           | Odpadł z dalszej rywalizacji | Odpadł z dalszej rywalizacji | Odpadł z dalszej rywalizacji | Odpadł z dalszej rywalizacji |
| Sitiveni Moceidreke | 200m        | 21.8              | 30                | Odpadł z dalszej rywalizacji | Odpadł z dalszej rywalizacji | Odpadł z dalszej rywalizacji | Odpadł z dalszej rywalizacji | Odpadł z dalszej rywalizacji | Odpadł z dalszej rywalizacji |